# Spanky G
Spanky G, właśc. Michael Joseph Guthier (ur. 13 marca 1979 w Souderton, Pensylwania) – amerykański muzyk, perkusista zespołu Bloodhound Gang w latach 1995–1999.
Opuścił zespół w trakcie nagrywania materiału na trzeci album zespołu, Hooray for Boobies. Oficjalnym powodem podanym przez samego perkusistę była chęć dokończenia nauki, pójścia na studia. W filmie One Fierce Beer Run zostały pokazane drastyczne sceny, w których członkowie zespołu (w szczególności Evil Jared Hasselhoff) znęcali się nad Spankym. Prawdopodobnie to było powodem jego odejścia z zespołu.
Przed przystąpieniem do Bloodhound Gang grał w zespole Bloodphart (gdzie w tym samym czasie grali również Skip O’Pot2Mus i Evil Jared Hasselhoff). Do zespołu dołączył w 1995. Pierwsza piosenka, jaką zagrał w zespole to „K.I.D.S. Incorporated” z albumu Use Your Fingers.

## Dyskografia z zespołem Bloodhound Gang[3]
- „Use Your Fingers” (1995)
- „One Fierce Beer Coaster” (1996)
- „Hooray for Boobies” (1999)